# Episodi di Squadra Speciale Cobra 11 (ventisettesima stagione)
La ventisettesima stagione della serie televisiva Squadra Speciale Cobra 11 viene pubblicata nel 2024. In Italia è andata in onda su Rai 2 dal 14 al 26 agosto 2024.
| n | Titolo originale               | Titolo Italiano           | Prima TV Germania | Prima TV Italia |
| - | ------------------------------ | ------------------------- | ----------------- | --------------- |
| 1 | Von der Wiege bis ins Grab     | Non è un gioco da ragazzi | 14 gennaio 2025   | 14 agosto 2024  |
| 2 | Hoffnung                       | Speranza                  | 21 gennaio 2025   | 21 agosto 2024  |
| 3 | Blutsbande / Väter und Töchter | Legami di sangue          | inedito           | 26 agosto 2024  |